# Веттори, Франческо (политик)
Франческо Веттори (итал. Francesco Vettori; 1474–1539) — государственный деятель Флорентийской республики и дипломат.

## Биография
Был другом Макиавелли в последние годы его службы государственным секретарём. После реставрации Медичи (1512) был послом Флоренции при дворе папы римского Льва Х (Джованни Медичи).